# روبرت سبنسر (دبلوماسي)
روبرت سبنسر (بالإنجليزية: Robert Spencer, 2nd Earl of Sunderland)‏  (و. 1641 – 1702 م) هو دبلوماسي بريطاني، ولد في باريس، كان عضوًا في حزب الأحرار البريطاني، كان عضوًا في الجمعية الملكية، توفي عن عمر يناهز 61 عاماً.

## مناصب
تولى منصب اللورد رئيس المجلس ‏.

## جوائز
حصل على جوائز منها:
- زمالة الجمعية الملكية
- فرسان الرباط

## روابط خارجية
- روبرت سبنسر على موقع الموسوعة البريطانية (الإنجليزية)